# International Cometary Explorer
International Cometary Explorer (também referenciado como Internacional Sun/Earth Explorer 3 ou simplesmente Explorer 59) é a designação de uma sonda espacial internacional de pesquisas espaciais.

## Histórico
A International Cometary Explorer era parte do programa ISEE (International Sun-Earth Explorer), uma cooperação científica entre a NASA, o ESRO e a ESA para estudar a interação entre o campo magnético da Terra e do vento solar. O programa utilizou três sondas: duas idênticas (ISEE-1 e ISEE-2); e uma em torno do Sol, sendo esta última justamente o International Cometary Explorer.
Esta sonda tornou-se a primeira a visitar um cometa, passando através da cauda de plasma do cometa Giacobini-Zinner, dentro de cerca de 7.800 km do núcleo, no dia 11 de Setembro de 1985. A NASA suspendeu contato rotineiro com a ISEE-3 em 1997; e fez verificações de status breves em 1999 e 2008.

## Reaproveitamento
Em 29 de Maio de 2014, uma comunicação bidirecional com a International Cometary Explorer foi restabelecida pelo Projeto ISEE-3 Reboot Project, um grupo não oficial, com o apoio da empresa Skycorp. Em 2 de Julho de 2014, eles dispararam os propulsores pela primeira vez desde 1987. No entanto, queimas posteriores dos propulsores falharam, aparentemente devido a uma falta de nitrogênio para pressurizar os tanques de combustível. A equipe do projeto iniciou um plano alternativo para usar a nave espacial para recolher dados científicos e enviá-lo de volta à Terra em 2031, mas em 16 de Setembro de 2014 o contato com a sonda foi perdido.